# Micromus oblongus
Micromus oblongus är en insektsart som beskrevs av Douglas E. Kimmins 1935. Micromus oblongus ingår i släktet Micromus och familjen florsländor. Inga underarter finns listade i Catalogue of Life.